# Copa Coliseo 1999
La Copa Coliseo 1999 (llamada comercialmente COORS LIGHT Coliseum Cup por motivos de patrocinio) es la segunda edición de la Copa Coliseo, un torneo amistoso.

## Sistema de competencia
- Se celebró entre el 28 al 31 de julio.
- Los 4 equipos jugaran las semifinales, y los perdedores juegan un partido por el tercer y cuarto puesto, mientras que los ganadores disputan el partido final, donde el vencedor obtiene la Copa Coliseo.

## Participantes
- Monarcas Morelia
- Atlas
- Selección de fútbol de El Salvador
- Selección de fútbol de Guatemala

## Torneo
|  | Semifinales               | Semifinales               |       |                           | Final                     | Final |  |
|  |                           |                           |       |                           |                           |       |  |
|  |                           |                           |       |                           |                           |       |  |
|  | 28 de julio - Los Ángeles |                           |       |                           |                           |       |  |
|  | Selección de Guatemala    | 2                         |       |                           |                           |       |  |
|  | Selección de El Salvador  | 0                         |       |                           |                           |       |  |
|  |                           |                           |       |                           |                           |       |  |
|  |                           |                           |       |                           | 31 de julio - Los Ángeles |       |  |
|  |                           |                           |       |                           | Selección de Guatemala    | 1 (4) |  |
|  |                           | Monarcas Morelia          | 1 (2) |                           |                           |       |  |
|  |                           |                           |       |                           |                           |       |  |
|  |                           |                           |       |                           |                           |       |  |
|  |                           |                           |       |                           | Tercer lugar              |       |  |
|  | 28 de julio - Los Ángeles | 28 de julio - Los Ángeles |       | 31 de julio - Los Ángeles | 31 de julio - Los Ángeles |       |  |
|  | Monarcas Morelia          | 1 (4)                     |       | Atlas                     | 3                         |       |  |
|  | Atlas                     | 1 (3)                     |       |                           | Selección de El Salvador  | 2     |  |

### Semifinales
| 28 de julio de 1999 | Selección de Guatemala             | 2:0 (1:0) | Selección de El Salvador | Memorial Coliseum, Los Ángeles |  |
|                     | Julio Rodas 45' · Carlos Plata 87' |           |                          |                                |  |

| 28 de julio de 1999 | Monarcas Morelia   | 1:1 (0:0) (4:3 p.) | Atlas            | Memorial Coliseum, Los Ángeles |  |
|                     | Carlos Morales 86' |                    | Jorge García 80' |                                |  |

### Tercer lugar
| 31 de julio de 1999 | Atlas                                         | 3:2 (3:1) | Selección de El Salvador            | Memorial Coliseum, Los Ángeles |  |
|                     | Jorge Santillana 12' · 19' · Juan Urteaga 23' |           | Ernesto Gochez 44' · José Amaya 50' |                                |  |

### Final
| 31 de julio de 1999 | Selección de Guatemala | 1:1 (0:0) (4:2 p.) | Monarcas Morelia   | Memorial Coliseum, Los Ángeles |  |
|                     | Nolly Sánchez 74'      |                    | Alex Fernandes 73' |                                |  |